# Mejlans tornsjukhus

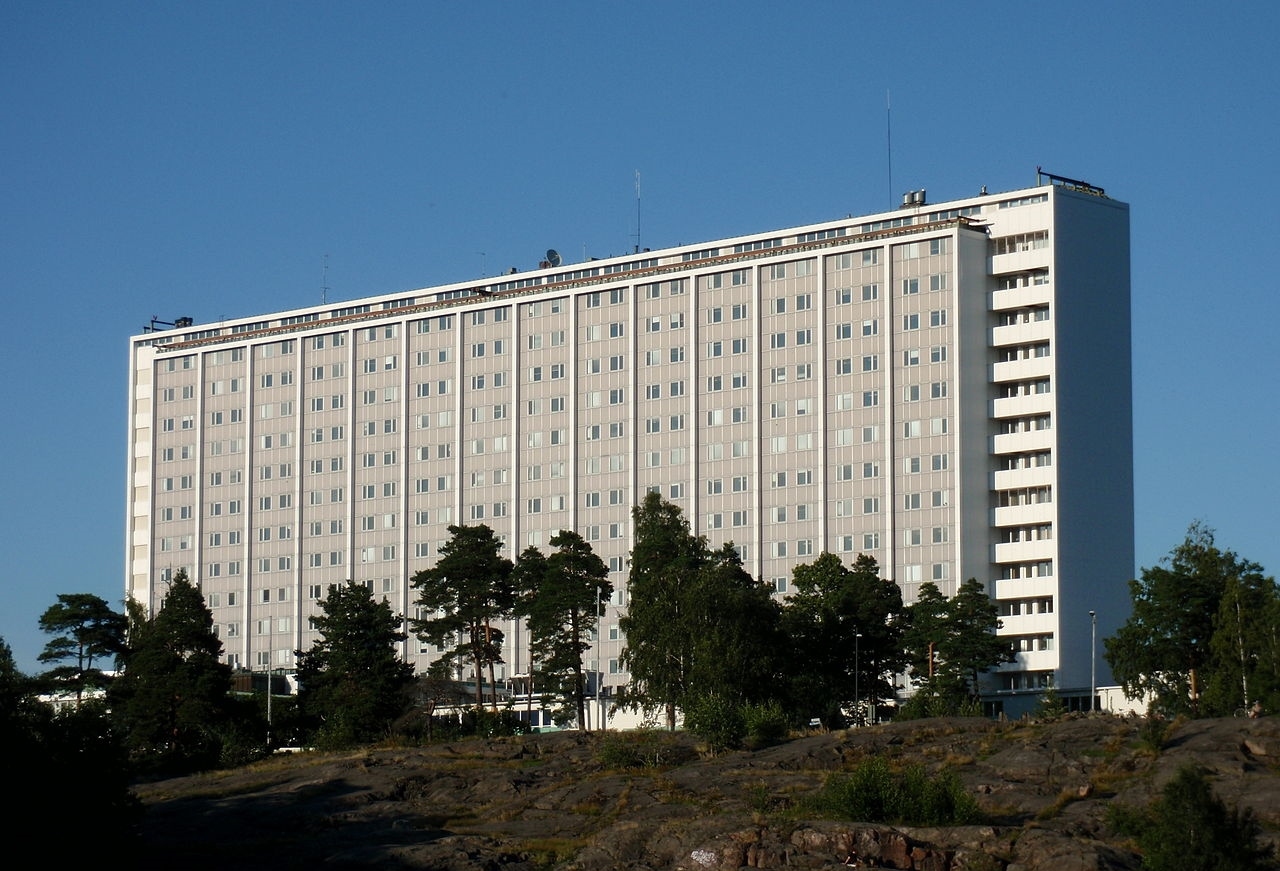
Mejlans tornsjukhus i stadsdelen Mejlans i Helsingfors.

Mejlans tornsjukhus är ett sjukhus i stadsdelen Mejlans i Helsingfors. Sjukhuset är ett av de största sjukhusen i hela Finland och tillhör HUS-sammanslutningen som är ett samarbete mellan Helingfors stad och välfärdsområdena i Nyland. På sjukhuset vårdas patienter inom flera olika medicinska specialiteter.
Den nuvarande sjukhusbyggnaden på Haartmansgatan i Mejlans invigdes den 20 november 1965. Byggnaden är 54 meter hög och har 15 våningar. Sjukhuset hör till Mejlans sjukhus kvarter där det bland annat finns Mejlans triangelsjukhus och det nya barnsjukhuset. På sjukhuset arbetar cirka 1 400 sjukskötare och 400 läkare.